# Connarus annamensis
Connarus annamensis är en tvåhjärtbladig växtart som beskrevs av François Gagnepain. Connarus annamensis ingår i släktet Connarus och familjen Connaraceae. Inga underarter finns listade i Catalogue of Life.